# (30801) 1989 SS1
(30801) 1989 SS1 est un astéroïde de la ceinture principale d'astéroïdes découvert en 1989.

## Description
(30801) 1989 SS1 a été découvert le 26 septembre 1989 à l'observatoire de La Silla, au Chili, par Eric Walter Elst.

### Caractéristiques orbitales
L'orbite de cet astéroïde est caractérisée par un demi-grand axe de 2,55 ua, un périhélie de 1,88 ua, une excentricité de 0,26 et une inclinaison de 3,72° par rapport à l'écliptique. Du fait de ces caractéristiques, à savoir un demi-grand axe compris entre 2 et 3,2 ua et un périhélie supérieur à 1,666 ua, il est classé, selon la JPL Small-Body Database, comme objet de la ceinture principale d'astéroïdes.

### Caractéristiques physiques
(30801) 1989 SS1 a une magnitude absolue (H) de 15,1 et un albédo estimé à 0,089.